# Ornithogalum amblyocarpum
Ornithogalum amblyocarpum är en sparrisväxtart som beskrevs av Constantine Zahariadi. Ornithogalum amblyocarpum ingår i släktet stjärnlökar, och familjen sparrisväxter. Inga underarter finns listade i Catalogue of Life.